# Binder
Binder je priimek več oseb:
- Hans Binder, avstrijski dirkač Formule 1
- Matthäus Joseph Binder, avstrijski rimskokatoliški škof
- Stojan Binder, slovenski poslovnež